# Бейкер, Бетси (долгожительница)
Бэтси Энн Расселл-Бейкер (англ. Betsy Ann Russell Baker; 20 августа 1842 — 24 октября 1955) — американская долгожительница британского происхождения, стала первой, чей возраст был зафиксирован Книгой рекордов Гиннесса. В 2002 году проводились исследования, которые показали что она являлась старейшим человеком в мире до своей смерти 24 октября 1955 года.

## Биография
Родилась 20 августа 1842 в Брайтоне, Великобритания. В неизвестный момент времени эмигрировала в Небраску, США.
Вышла замуж за Тайлера Кёртиса Бейкера в 1866 году. У них было 5 детей, двоих из которых Бэтси пережила. Её дочь Флоренс Мэй Бейкер Купер (1872-1968) прожила 95 лет. В 1921 году Бэтси овдовела.
Бэтси Бейкер скончалась в Текумсе, штат Небраска, в возрасте 113 лет и 65 дней. Она являсь вторым документально подтверждённым долгожителем (после американки Делины Филкинс, чей возраст на момент её смерти составлял 113 лет, 214 дней), который достиг возраста 113 лет.

## Семья
- Мать: Марта Рассел (1806-1881)[6].
- Муж: Тайлер Кёртис Бейкер (1833-1921)
- Дети:
  - Сабра Бейкер Резерфорд (1869-1948)
  - Флоренс Мэй Бейкер Купер (1872-1968)
  - Джесси Бейкер Фуллер (1874-1944)
  - Хью Прайс Бейкер (1879-1973)
  - Аллен Расселл Бейкер (1885-1962)

## См. Также
- Список старейших людей в мире
- Список старейших женщин
- Списки старейших людей по различным критериям
- Джон Мозли Тёрнер